# Guatemala (ville)
Pour les articles homonymes, voir Guatemala (homonymie).
Guatemala, ou Guatémala (/ɡwa.te.ma.la/ ; en espagnol : Guatemala /ɡwa.teˈma.la/), officiellement Nueva Guatemala de la Asunción, souvent nommée Ciudad de Guatemala (« ville de Guatemala ») pour la distinguer du nom du pays et du département, et dont le diminutif local est Guate, est la capitale économique, gouvernementale et culturelle de la République du même nom, et également la plus grande métropole d'Amérique centrale.
La ville comprend une trentaine de galeries et musées (comprenant plusieurs collections d'art précolombien). Il y a cinq universités dans la ville, y compris l'université de San Carlos, la troisième plus vieille université des Amériques encore existante.

## Géographie

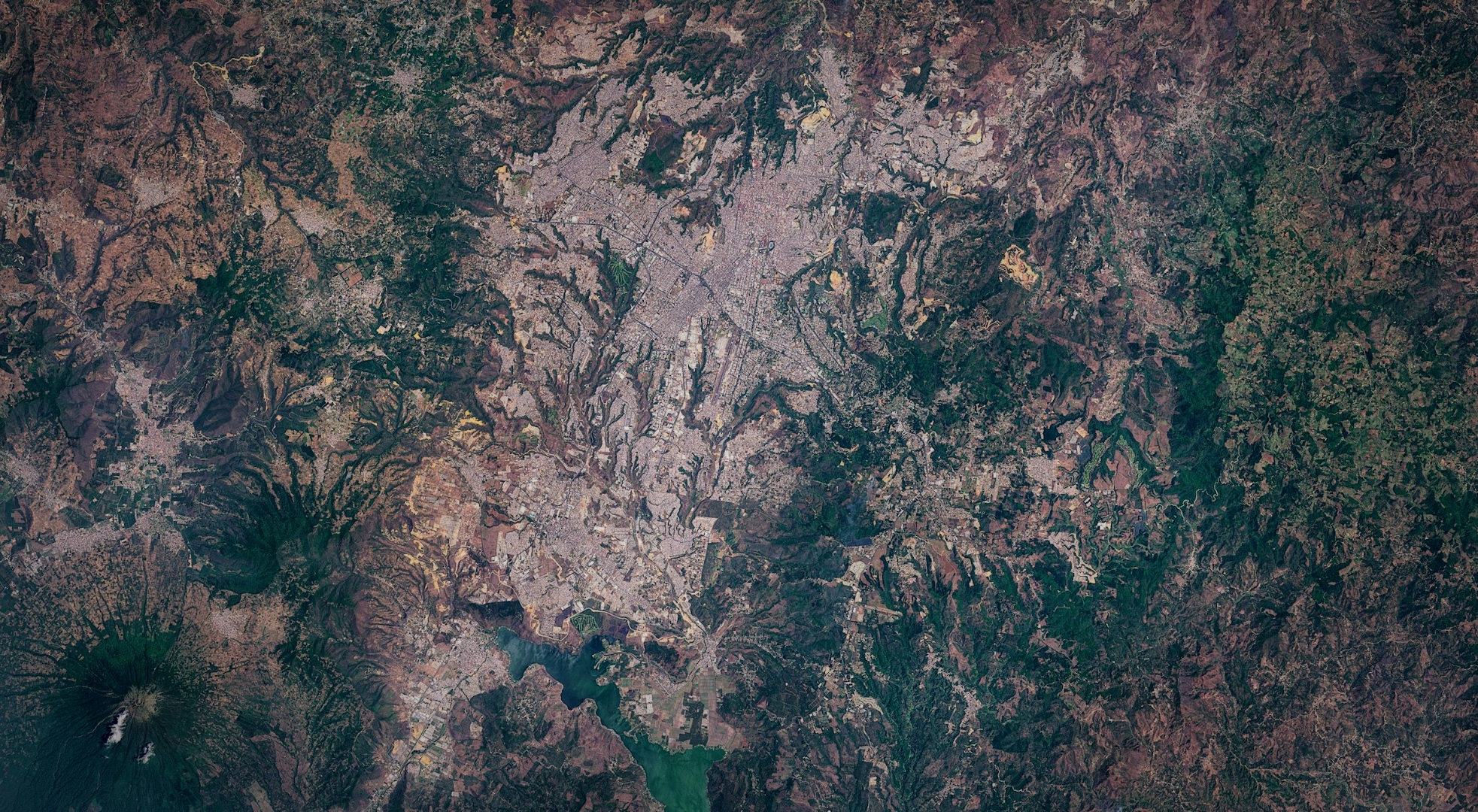
Vue satellite de l'aire métropolitaine de Guatemala City

Guatemala est située dans la vallée de l'Hermitage. Sa superficie est de 996 km2. Son altitude maximale varie entre 1 500 et 1 600 mètres.

### Climat

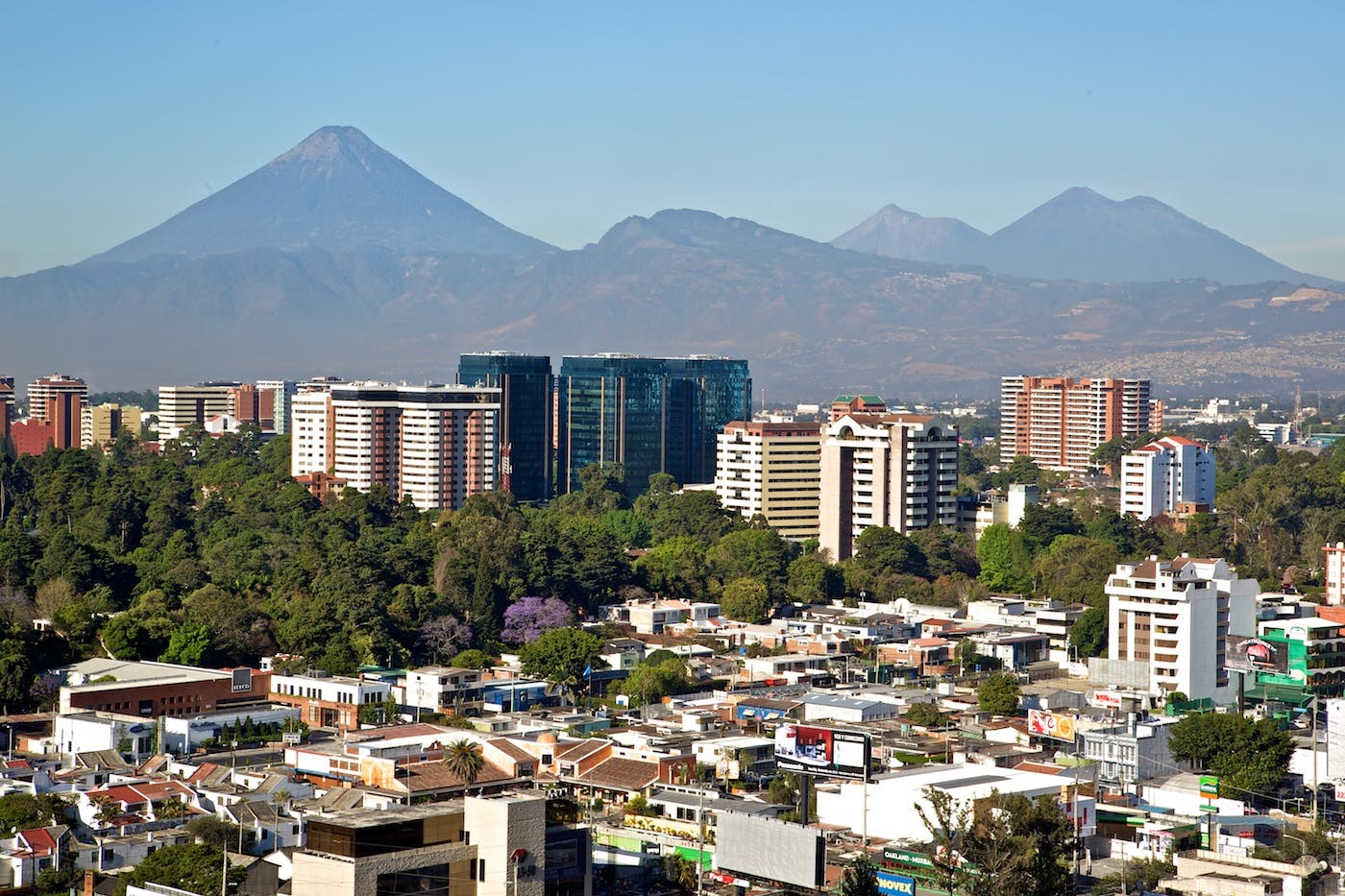
Agua, le Fuego et Acatenango volcans dans les environs de la ville.

Le climat est tempéré par l'altitude, il s'agit d'un climat tempéré chaud avec hiver sec, un climat chinois selon la classification de Köppen.
Malgré sa situation dans les régions tropicales, en raison de sa haute altitude, la ville de Guatemala bénéficie d'un climat subtropical de hautes terres. Le climat à Guatemala est généralement très doux tout au long de l'année. La saison des pluies s'étend de mai à novembre, alors que la saison sèche couvre le reste de l'année. Guatemala est aussi souvent balayée par les vents, qui peuvent faire baisser davantage la température.
La ville de Guatemala est la capitale la plus froide et la plus élevée d'Amérique centrale. Sa température moyenne annuelle est de 21 °C. En hiver, de décembre à avril, les températures varient de 27 à 12 °C. En été, de juin à septembre, les températures varient de 28 à 16 °C. L'humidité relative, très élevée, se maintient à des niveaux insalubres. La moyenne de point de rosée est de 16 °C.

## Histoire

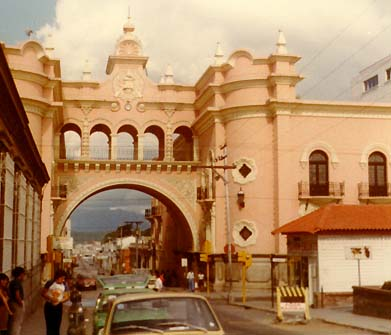
La poste centrale de Guatemala (1979).

À l'époque maya, une partie du territoire actuel de la ville de Guatemala était occupée par la cité de Kaminaljuyú, habitée depuis environ 2 000 ans.
Au XVIIe siècle, la ville portait le nom de Santiago de los Caballeros de Guatemala (Saint-Jacques des Chevaliers de Guatemala) et possédait un monastère nommé El Carmen (Le Carmen), fondé en 1620 quelque temps après l'invasion des Espagnols. Elle prit de l'importance lorsqu'elle accueillit le siège de la Capitainerie générale du Guatemala en 1776, à la suite d'un tremblement de terre ayant en grande partie détruit l'ancienne capitale, Antigua Guatemala.
La ville fut le théâtre de la déclaration de l'indépendance de la république fédérale d'Amérique centrale, État éphémère incluant le Guatemala et des États actuels voisins, vis-à-vis de l'Espagne, le 15 septembre 1821.

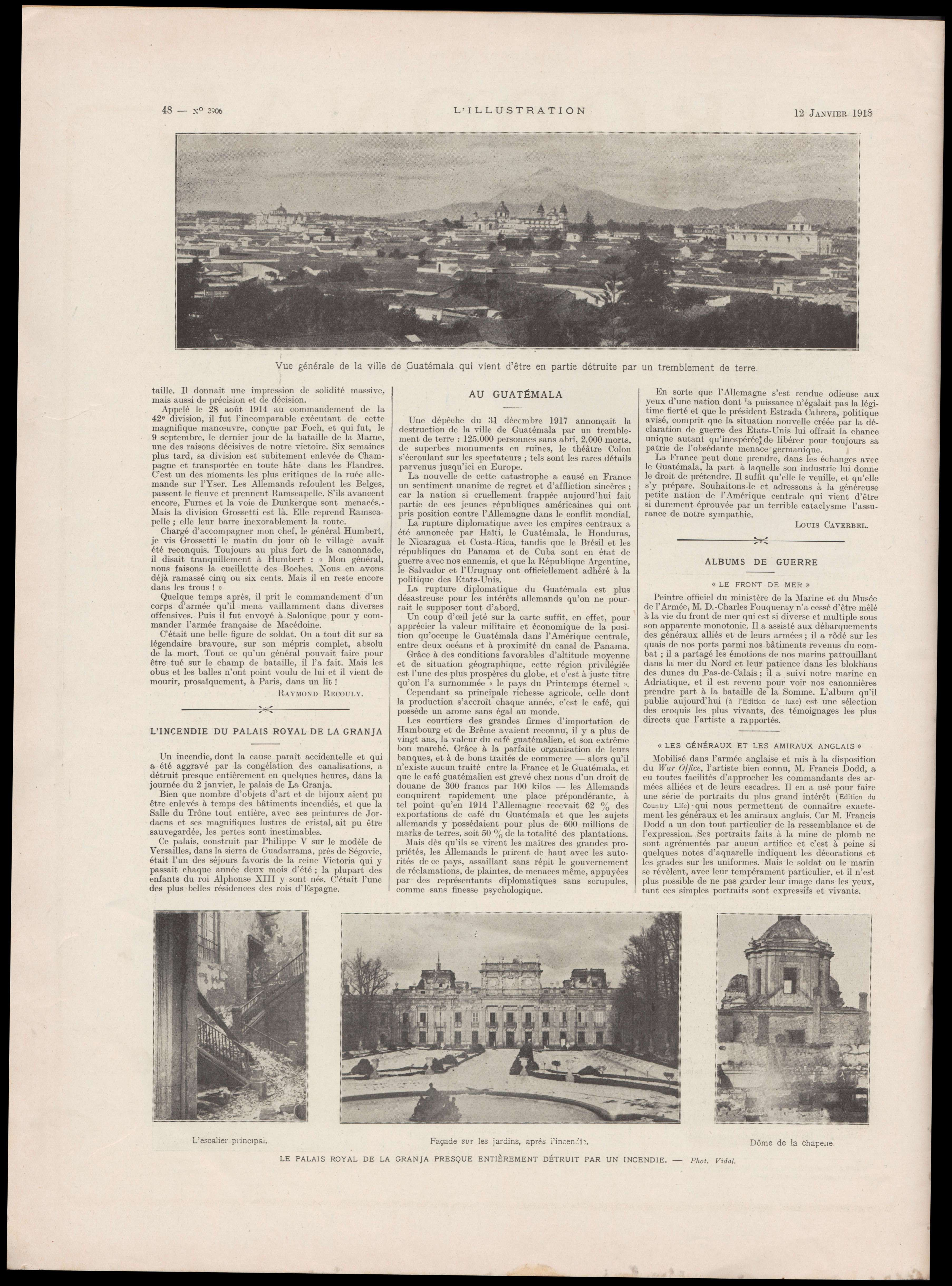
Guatemala après le tremblement de terre du 25 décembre 1917, L'Illustration, 12 janvier 1918.

L'ancienne ville est reconstruite sur l'emplacement de celle presque entièrement détruite le jour de Noël 1917, avec ses maisons basses de style colonial aux fenêtres protégées de grilles ajourées, à l'intérieur, le traditionnel patio décoré de fleurs, de fontaines. Les avenues sont bordées d'arbres tels les flamboyants, les jacarandas, les tulipiers.
En 1947, Ana Rosa Tornero (1907–1984) dirige la conférence sur les droits humains du Premier congrès interaméricain des femmes à Guatemala City.
La ville a connu, à nouveau, de sévères destructions lors du tremblement de terre de 1976.

## Économie
Les sièges des banques de Guatemala incluent les banques comme CitiBank, Banco Agromercantil, Banco Promerica, Banco Industrial, Banco GyT Continental, Banco de Antigua, Banco Reformador, Banrural, Grupo Financiero de Occidente, BAC Credomatic, Banco Internacional, entre autres.
L'activité économique est sous l’emprise de la corruption et du crime organisé. De nombreux bâtiments sont construits afin de blanchir l’argent de la drogue, tout en restant vides.

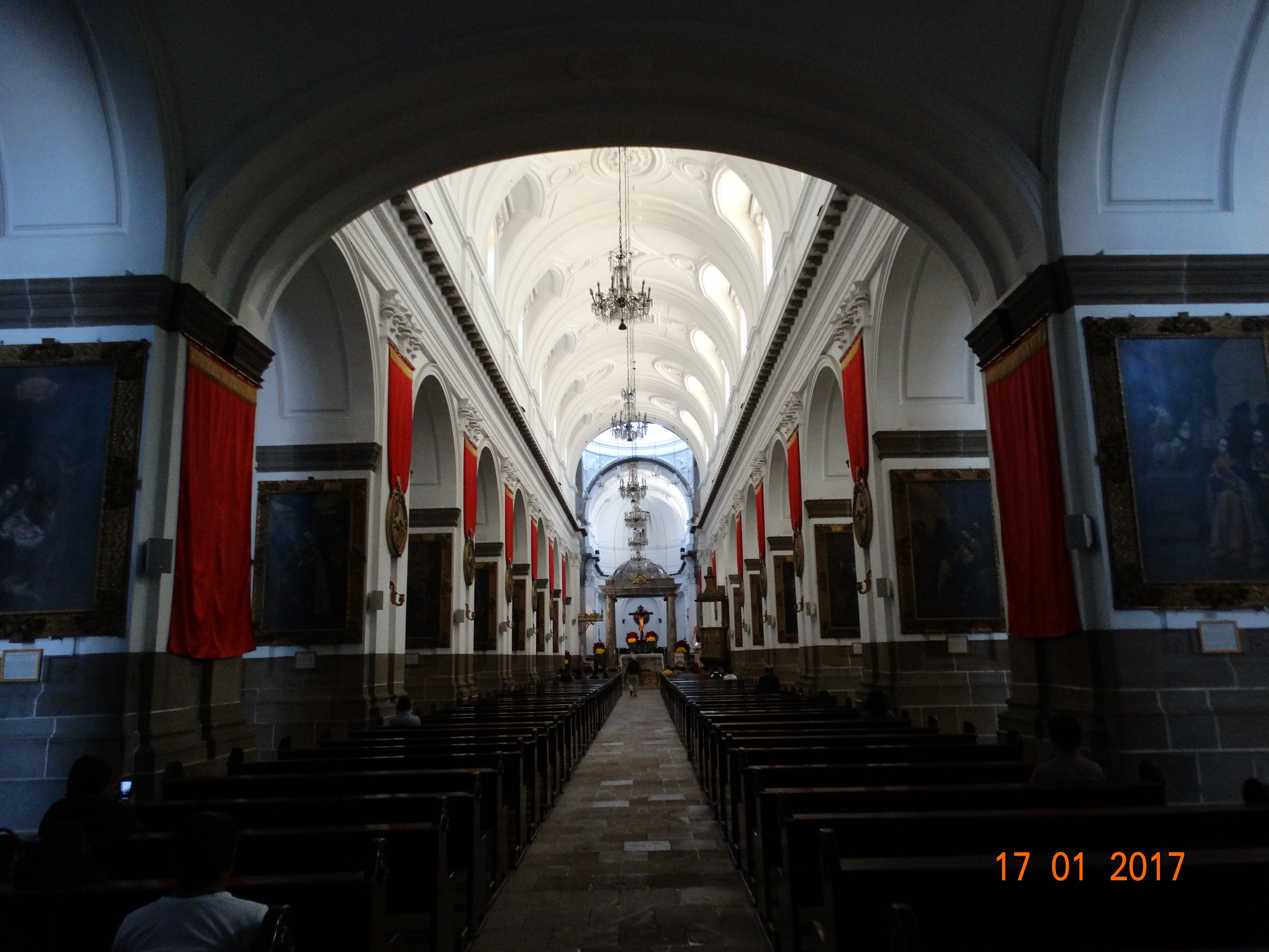
Vue de l'intérieur, cathédrale.
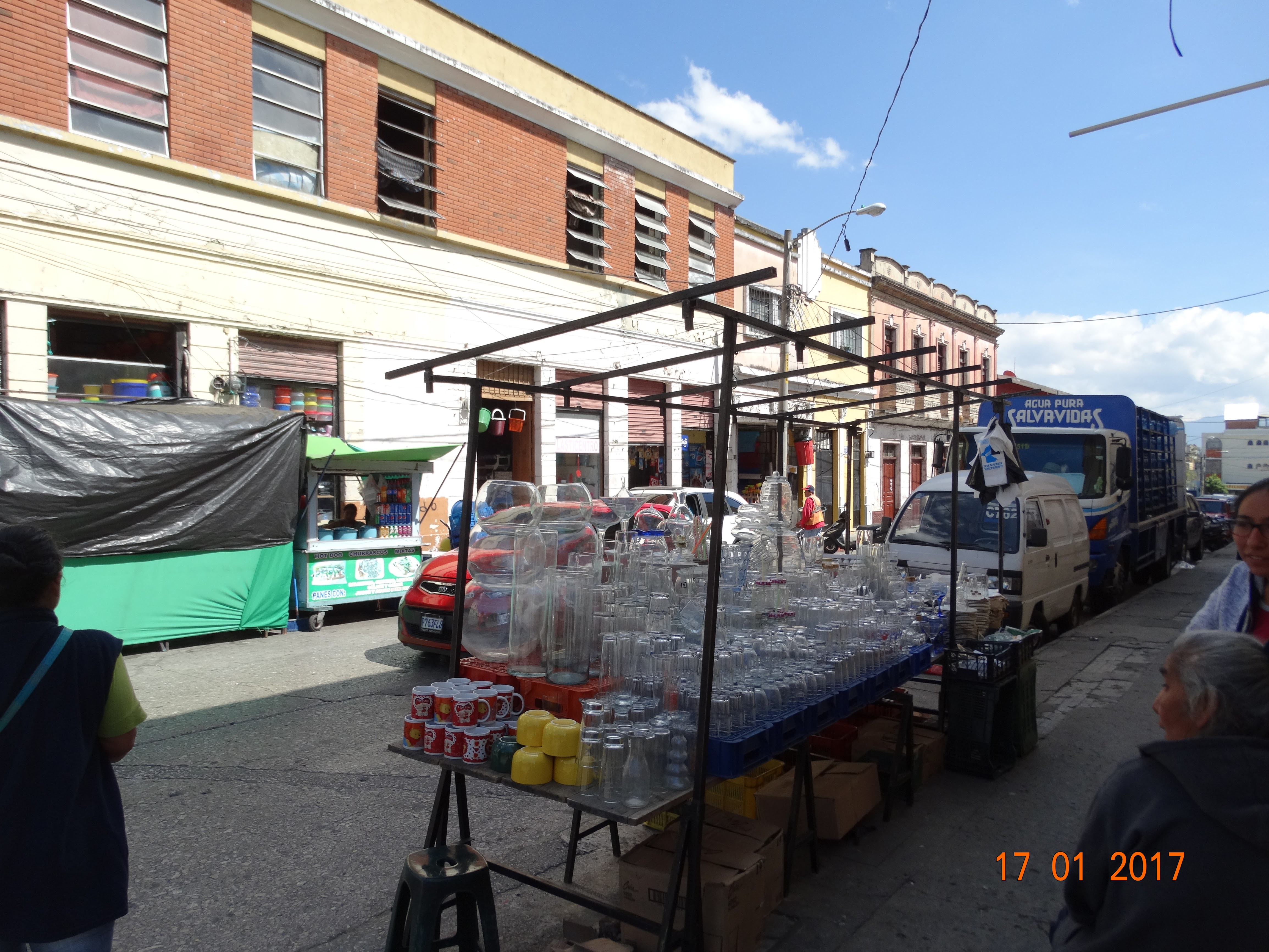
Vue d'une rue.

## Personnalités liées
- Jaume Sabartés (1881-1968), ami et confident de Pablo Picasso, s'est installé dans la ville de Guatemala en 1904 et y a vécu pendant 23 ans[11] et y a fondé sa famille[12];
- Carlos Valenti (1888-1912), peintre;
- Rebeca Uribe Bone (1917-2017), née à Guatemala, première femme diplômée ingénieure en Colombie[13];
- Jaime Viñals (1966-), alpiniste guatémaltèque y est né.

## Criminalité
Guatemala est l'une des villes les plus dangereuses de la planète, où l'on ne compte pas moins de 25 assassinats par jour dans l'agglomération, ce qui fait un taux de criminalité d'environ 50 pour 100 000 habitants. Ces assassinats sont perpétrés en grande partie par les gangs hispaniques maras, qui se chargent de faire régner la terreur et la puissance de leur gang dans leur capitale.

## Transports
La ville est desservie par l'aéroport international La Aurora (code IATA : GUA • code OACI : MGGT). Il en coûte seulement 1 quetzal pour l'accès au Transmetro (es).

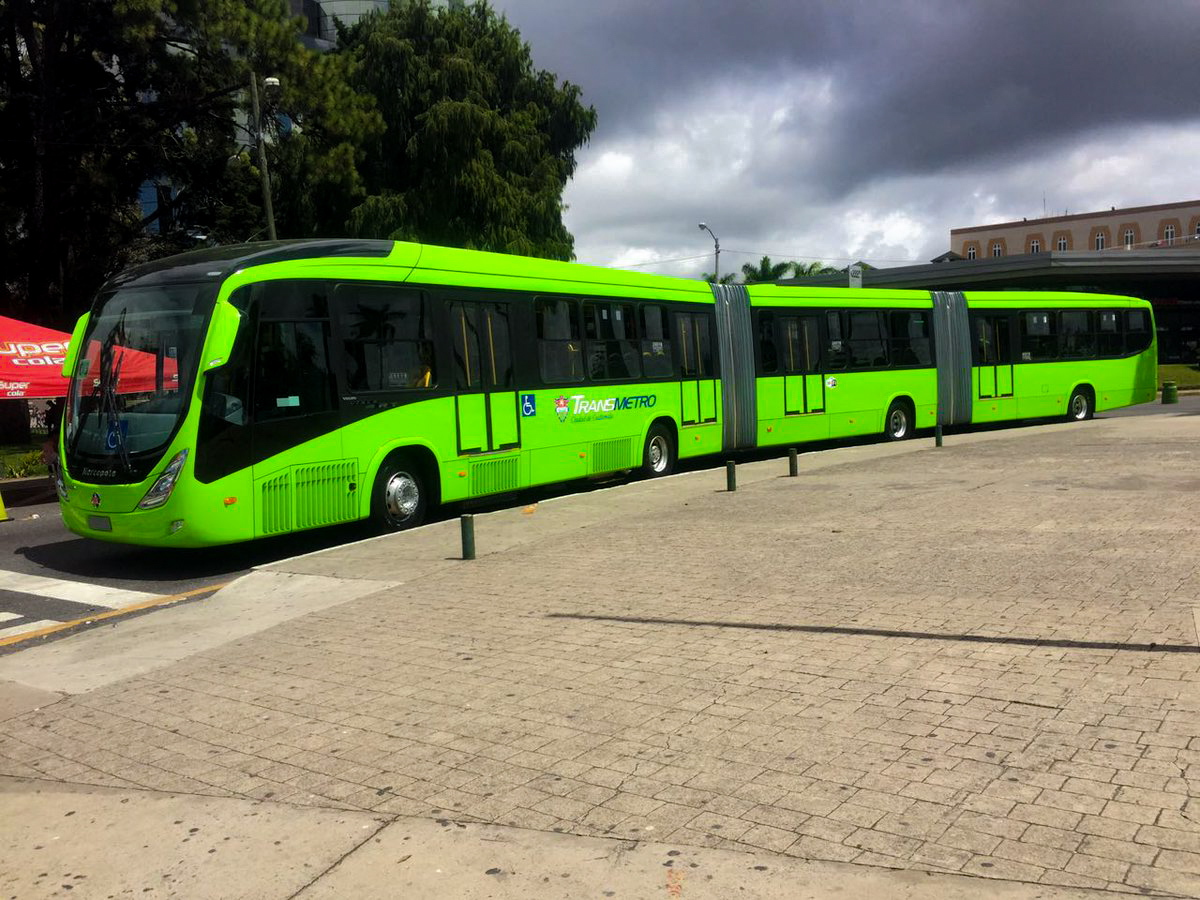
Transmetro.

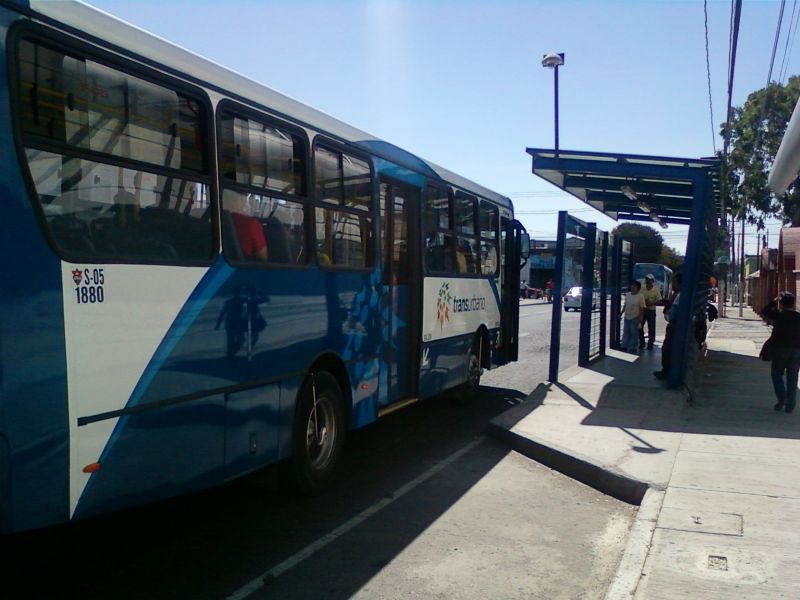
Transurbano.

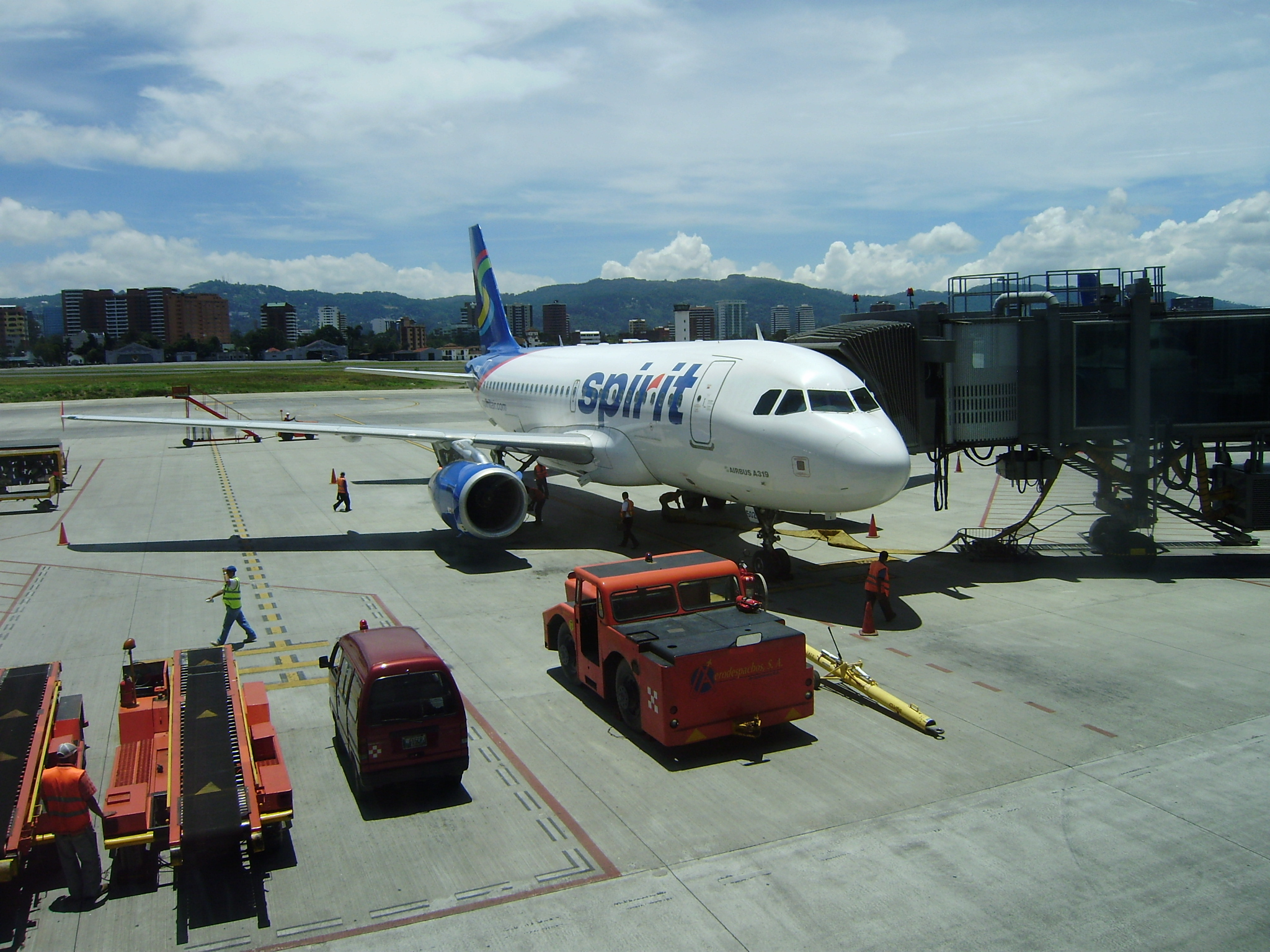
Aéroport international La Aurora.

## Quartiers
Le Parc central, cœur de la ville ancienne est bordé par la Bibliothèque nationale, le palais du gouvernement, la cathédrale, commencée en 1782, et le Portal del Comercio.
Le parc Minerva possède une carte en relief du Guatemala qui inclut le département de Belize de 1 089 m2. Très proche se trouve la Ermita del Carmen sur une petite colline et l'église de la Asunción, la plus ancienne du pays (1604). Au pied du Cerro Carmen, la Candelaria du début du XVIIe siècle offre des statues polychromes, des autels et retables, puis San Miguel des Capucines, la Recolección et son reliquaire d'argent apporté d'Espagne en 1524, Santa Rosa dont les retables proviennent d'Antigua, Santo Domingo et sa vierge du Rosaire sculptée en 1630, la Merced et sa coupole de mosaïques.
Le 1er juin 2010, après le passage de la tempête Agatha, un immense cratère profond de 60 mètres s'est formé (14° 39′ 08″ N, 90° 30′ 21″ O). Ce trou, nommé doline, serait à l'origine d'une rupture d'une intersection de tuyaux.

## Galerie d'images

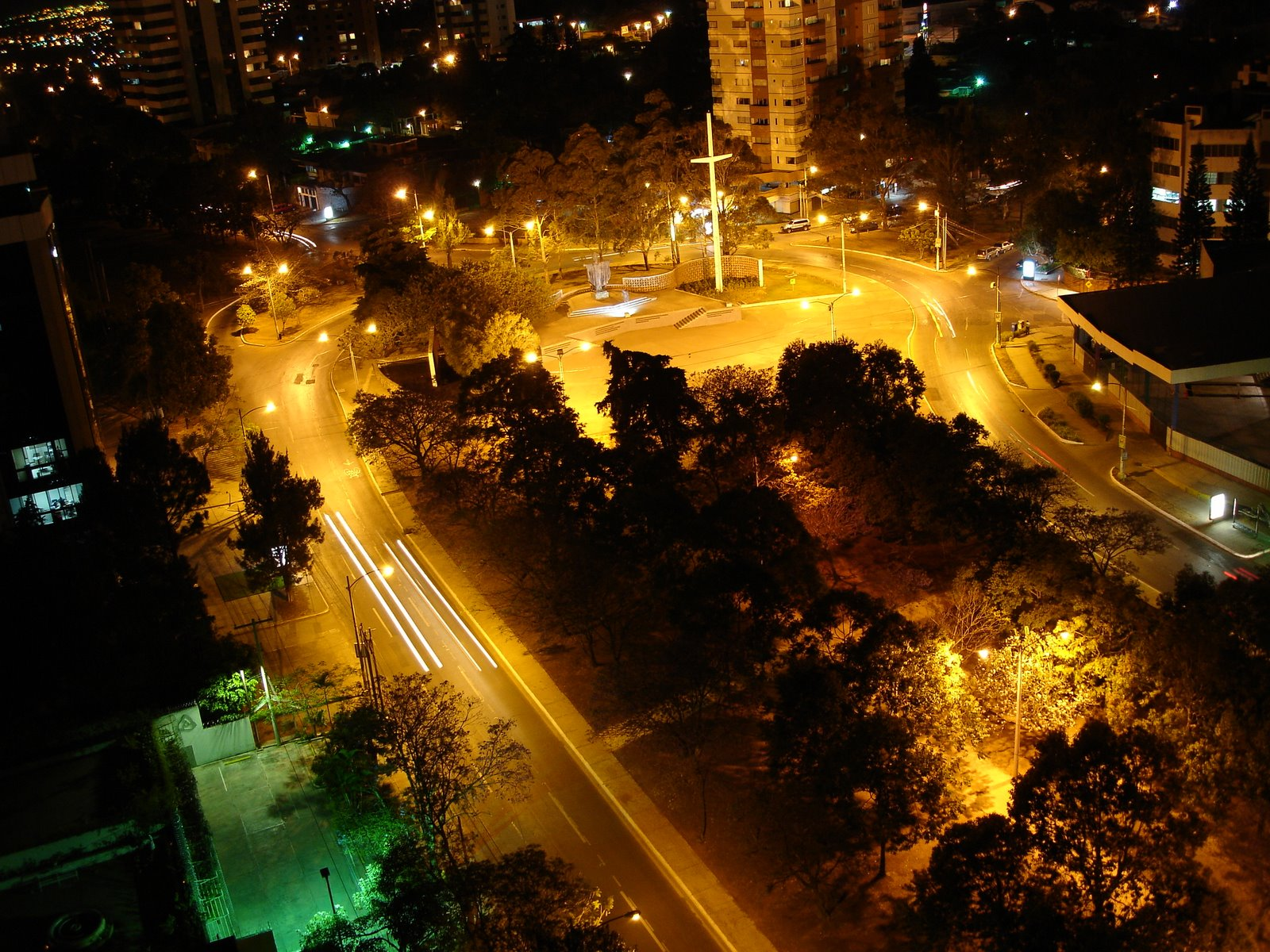
Le monument à Jean-Paul II.
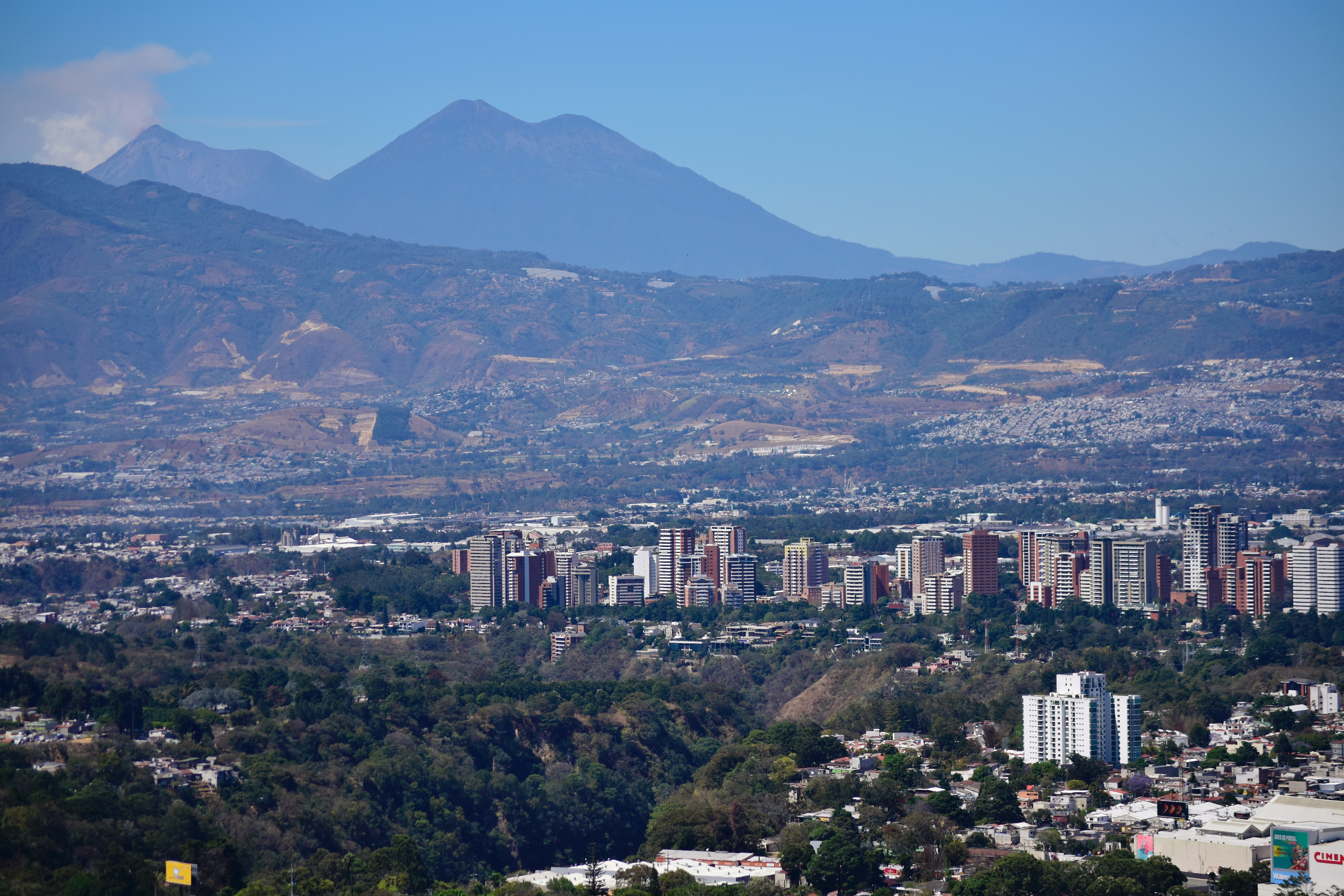
Des volcans près de la ville de Guatemala.

## Sports
Les stades Doroteo Guamuch Flores, Cementos Progreso, El Trébol et del Ejército sont situés dans la ville. Au football, les clubs Comunicaciones, Aurora FC et Deportivo Municipal sont basés à Guatemala.

## Musées
- Musée d'archéologie et d'ethnologie de la Aurora qui offre une collection d'objets mayas en provenance de l'Altiplano et du Petén
- Musée de l'Holocauste ouvert en 2016, il est premier musée de l'Holocauste en Amérique centrale. Il vise à éduquer les nouvelles générations sur le génocide perpétré contre les Juifs, les Roms, ainsi que d'autres victimes de la Seconde Guerre mondiale.
- Musée Ixchel, musée des costumes traditionnels mayas (sur toute la zone, y compris le sud du Mexique et le Nord du Honduras).
- Musée Popol Vuh d'archéologie et sa collection d'art précolombien et colonial.

## Théâtres
Le théâtre Cacaguamilpa se trouve au nord-est de la ville ; construit en 1910, il est l'un des théâtres les plus anciens de la ville.

## Éducation
La ville abrite l'école autrichienne du Guatemala.

## Hôtels
- Real Intercontinental Guatemala
- Conquistador Hotel & Conference Center
- Howard Johnson
- Viva Clarion Suites
- Crowne Plaza Las Américas
- Mercure Casa Veranda
- Vista Real
- Grand Tikal Futura
- Biltmore Express
- Radisson
- Princess
- Holiday Inn
- Barceló
- Westin Camino Real
- Otelito
- Hotel Bed & Breakfast Ajb´e

## Archevêchés
- Archidiocèse de Santiago de Guatemala (Cathédrale Saint-Jacques de Guatemala)

## Jumelages
- La Havane (Cuba)
- Tegucigalpa (Honduras)
- San Pedro Sula (Honduras)
- San José (Costa Rica)
- Managua (Nicaragua)
- Mexico (Mexique)
- San Juan (Porto Rico)
- San Salvador (Salvador)
- Panama (Panama)
- Bogota (Colombie)
- Caracas (Venezuela)
- Santa Cruz de Tenerife (Espagne)
- Juliaca (Pérou)
- Washington (États-Unis)
- Taipei (Taïwan)
- Madrid (Espagne)